# Amal Azzudin
Amal Azzudin (Somalia, enero de 1990) es una refugiada y activista escocesa nacida en Somalia que cofundó The Glasgow Girls (activistas), un grupo de siete mujeres jóvenes que hicieron campaña contra el duro trato de los solicitantes de asilo en respuesta a la detención de una de sus amigas. Los esfuerzos de este grupo impulsaron la conciencia pública, ganaron el apoyo del Parlamento Escocés e influyeron en la decisión del gobierno de cambiar las leyes de inmigración.

## Trayectoria
Azzudin nació en Somalia y llegó a Glasgow, Escocia, con su madre embarazada, como refugiada que escapaba de la guerra civil somalí en el año 2000. Cuatro años más tarde, el Ministerio del Interior del Reino Unido concedió a su familia el permiso de residencia.
Es una de las fundadoras de The Glasgow Girls, un grupo de estudiantes de la Drumchapel High School que desde 2005, hizo campaña contra las redadas de madrugada y la deportación de familias de refugiados. Las otras integrantes fueron Roza Salih, Ewelina Siwak, Toni-Lee Henderson, Jennifer McCarron y Emma Clifford. El grupo se formó después de que la casa de una de sus amigas de la escuela, Agnesa Murselaj, una romaní de Kosovo, fuera atacada un domingo por la mañana por 14 agentes vestidos con chalecos antibalas de la Fuerza Fronteriza del Reino Unido. Después de varias semanas la familia no había sido liberada. "Aunque yo tenía permiso para quedarme, no podía quedarme ahí sentada. Tenía que hacer algo. Esa podría haber sido mi familia", dijo Azzudin.

## La campaña de The Glasgow Girls
The Glasgow Girls, alentadas por el maestro Euan Girvan, formaron una estrategia para hacer campaña a favor de la familia. Sus peticiones en línea al Ministerio del Interior se hicieron virales, y el entonces primer ministro de Escocia, Jack McConnell, accedió a reunirse con ellas. Las Glasgow Girls no sólo impidieron con éxito la deportación de la familia Murselaj, sino que también forzaron un cambio en los protocolos de asilo.

## Carrera
Desde que dejó la Universidad, Amal Azzudin ha trabajado para la Fundación de Salud Mental en Escocia como Oficial de Igualdad y Derechos Humanos. Su principal función es gestionar el programa de refugiados incluido el proyecto Sawti. Sawti, que significa "mi voz" en árabe, que tiene como objetivo concienciar sobre salud mental y bienestar y ha desarrollado un programa de tutoría para refugiados y solicitantes de asilo en Escocia.
En 2015 Azzudin fue con otras dos activistas, Margaret Woods y Pinar Aksu a Lesbos, donde llegaban unos 3.000 refugiados al día procedentes de Turquía y escribió un diario de sus experiencias para el periódico The Herald Scotland.
Amal es embajadora del Consejo Escocés para los Refugiados.

## Premios
- En 2016 fue nombrada Mujer Joven Destacada por la Sociedad Saltire. Azzudin fue la ganadora de un premio especial para conmemorar el 80 Aniversario de la Sociedad Saltire.[7]
- En 2016 fue nombrada Mujer Destacada por el Movimiento de Mujeres Jóvenes de Escocia.